# Theodor Rudolph Joseph Nitschke
Theodor Rudolph Joseph Nitschke (ur. 26 lipca 1834 w Wrocław, zm. 12 grudnia 1883 w Münster) – niemiecki botanik.

## Życie i praca naukowa
Wykształcenie otrzymał we Wrocławiu. W 1860 r. przeniósł się do Münster. Na Uniwersytecie w Münsterze wykładał botanikę. W 1867 r. uzyskał doktorat, w 1858 r. tytuł profesora botaniki. Pełnił też funkcję dyrektora Akademii Botanicznej i Ogrodu Botanicznego w Münster. Zmarł w wieku 49 lat po długiej i ciężkiej chorobie.
Początkowo zajmował się roślinami okrytonasiennymi, m.in. rodzajem róża (Rosa) i gatunkiem rosiczka okrągłolistna (Drosera rotundifolia). Później zainteresował się grzybami. Napisał kilka prac o grzybach z grupy Pyrenomycetes (obecnie zaliczanymi do Sordariomycetes).
Opisał nowe gatunki grzybów. W naukowych nazwach utworzonych przez niego taksonów dodawane jest jego nazwisko Nitschke.